# فصل السلطات في ظل دستور الولايات المتحدة

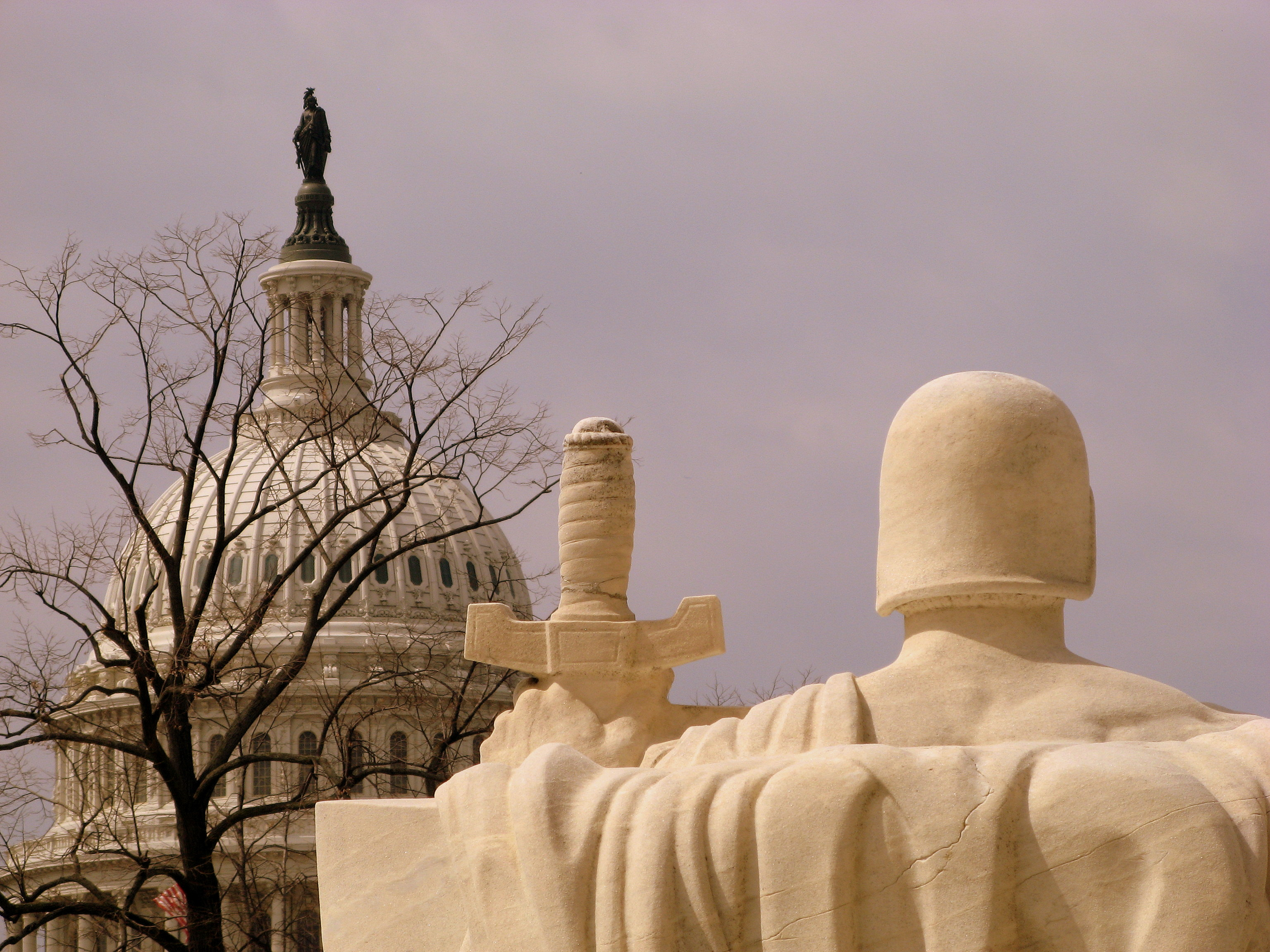
قبة مبنى الكونغرس الأميركي

فصل السلطات هو مذهب سياسي نشأ في كتابات البارون مونتسكيو في كتابه روح القوانين، حيث دافع عن حكومة دستورية بثلاثة فروع منفصلة، ولكل منها سلطة محددة لكبح سلطات الفروع الأخرى. وقد أثرت هذه الفلسفة بشكل كبير على دستور الولايات المتحدة، والذي ينص على أن الفروع التشريعية والتنفيذية والقضائية لحكومة الولايات المتحدة تظل منفصلة من أجل منع إساءة استخدام السلطة. ويرتبط الشكل الأمريكي لفصل السلطات بنظام من الضوابط والتوازنات.
خلال عصر التنوير دافع فلاسفة مثل مونتسكيو عن المبدأ في كتاباتهم، في حين عارضه آخرون بشدة، مثل توماس هوبز. وكان مونتسكيو من أبرز المؤيدين لفصل السلطة التشريعية والتنفيذية والقضائية. وقد أثرت كتاباته تأثيرًا كبيرًا على الآباء المؤسسين للولايات المتحدة، مثل ألكسندر هاميلتون وجيمس ماديسون، الذين شاركوا في الاجتماع الدستوري لعام 1787 الذي صاغ الدستور.
لم تلتزم بعض الولايات الأمريكية بالفصل الصارم للسلطات في القرن الثامن عشر. ففي نيوجيرسي كان الحاكم يعمل أيضًا كعضو في أعلى محكمة في الولاية وكرئيس لمجلس واحد من الهيئة التشريعية لنيوجيرسي. وكان رئيس ولاية ديلاوير عضوًا في محكمة الاستئناف؛ كما خدم رؤساء مجلسي الهيئة التشريعية للولاية في السلطة التنفيذية كنواب للرئيس. وفي كل من ديلاوير وبنسلفانيا خدم أعضاء المجلس التنفيذي في نفس الوقت كقضاة. ومن ناحية أخرى طالبت العديد من الولايات الجنوبية صراحةً بالفصل بين السلطات. فقد أبقت ماريلند وفيرجينيا وكارولاينا الشمالية وجورجيا فروع الحكومة «منفصلة ومتمايزة».

## السلطة التشريعية
إن الكونغرس يتمتع بالسلطة الوحيدة في التشريع للولايات المتحدة. وبموجب مبدأ عدم التفويض، لا يجوز للكونغرس تفويض مسؤولياته في التشريع لأية هيئة أخرى. وفي هذا السياق قضت المحكمة العليا في قضية كلينتون ضد مدينة نيويورك عام 1998 بأن الكونغرس لا يستطيع تفويض «حق النقض» للرئيس، بموجب السلطات المخولة للحكومة بموجب الدستور.
في الحالات التي لا يفوض فيها الكونغرس سلطاته بشكل كبير وواسع النطاق كانت المحكمة العليا أقل صرامة. وكانت إحدى أقدم القضايا التي تنطوي على الحدود الدقيقة لعدم التفويض هي قضية وايمان ضد ساوثارد 23 الولايات المتحدة (10 ويت.) 1، 42 (1825). فقد فوض الكونغرس المحاكم سلطة تحديد الإجراءات القضائية؛ وزعم البعض أن الكونغرس بذلك منح القضاء سلطات تشريعية بشكل غير دستوري. وفي حين أقر رئيس المحكمة العليا جون مارشال بأن تحديد قواعد الإجراءات كان مهمة تشريعية، فإنه ميز بين الموضوعات «المهمة» والتفاصيل المجردة. وكتب مارشال أن «القانون العام يمكن أن يتخذ شكلًا عامًا، وأن السلطة تُمنح لأولئك الذين يتعين عليهم التصرف بموجب هذه الأحكام العامة، لاستكمال التفاصيل».
لقد منحت أوامر مارشال وقرارات المحكمة المستقبلية الكونغرس قدرًا كبيرًا من الحرية في تفويض السلطات. ولم يكن الأمر كذلك حتى ثلاثينيات القرن العشرين عندما اعتبرت المحكمة العليا تفويض السلطة غير دستوري. وفي قضية تتعلق بإنشاء إدارة الازدهار الوطني المسماة شركة إيه. إل. إيه شيشتر للدواجن 295 الولايات المتحدة 495 (1935)، لم يكن بوسع الكونغرس أن يفوض الرئيس بصياغة قواعد «المنافسة العادلة». وقد قضت المحكمة بأن الكونغرس لا بد أن يضع بعض المعايير التي تحكم تصرفات المسؤولين التنفيذيين. ومع ذلك فقد اعتبرت المحكمة أن عبارات مثل «العادل والمعقول» و«المصلحة العامة» و«الراحة العامة» كافية.

## السلطة التنفيذية
السلطة التنفيذية منوطة بالرئيس، مع استثناءات وشروط، بموجب القانون (القسم 2.) يصبح الرئيس القائد الأعلى للجيش والبحرية، والمنظمات المسلحة تابعة للعديد من الولايات عندما يجري استدعاؤها للخدمة، وله سلطة عقد المعاهدات وتعيين المناصب «بمشورة وموافقة مجلس الشيوخ»، واستقبال السفراء والوزراء العموميين، و«الحرص على تنفيذ القوانين بأمانة» (القسم 3.) باستخدام هذه الأوامر، ولا يلزم الدستور الرئيس بتنفيذ القانون شخصيًا؛ بل يجوز للمسؤولين التابعين للرئيس أداء مثل هذه الواجبات. ويخول الدستور الرئيس ضمان التنفيذ الأمين للقوانين التي يصدرها الكونغرس ويوافق عليها الرئيس. ويجوز للكونغرس نفسه إنهاء مثل هذه التعيينات، عن طريق سحب الثقة، وتقييد الرئيس. وغالبًا ما يكون للهيئات إشراف مباشر من الكونغرس، مثل لجنة المطالبات الحربية (التي جرى إنشاؤها بموجب قانون المطالبات الحربية لعام 1948)، ولجنة التجارة بين الولايات، ولجنة التجارة الفيدرالية - وكلها شبه قضائية.
إن الكونغرس كثيرًا ما يضع التشريعات لكبح جماح المسؤولين التنفيذيين أثناء أداء واجباتهم، على النحو المنصوص عليها في القوانين التي يقرها الكونغرس. وفي قضية دائرة الهجرة والتجنيس ضد تشادها (1983)، قررت المحكمة العليا (أ) أن وصف العمل التشريعي في المادة الأولى، الفقرة 1 ـ التي تشترط أن تكون جميع السلطات التشريعية منوطة بكونغرس يتألف من مجلس الشيوخ ومجلس النواب ـ والفقرة 7 ـ التي تشترط أن يجري عرض كل مشروع قانون يقره مجلس النواب ومجلس الشيوخ، قبل أن يصبح قانونًا، على الرئيس، وإذا لم يوافق عليه، فتجري إعادة إقراره بأغلبية ثلثي أعضاء مجلس الشيوخ ومجلس النواب ـ يمثل قرار واضعي الدستور بأن تمارس السلطة التشريعية للحكومة الفيدرالية وفقًا لإجراء واحد مدروس بعناية وشامل. وهذا الإجراء يشكل جزءًا لا يتجزأ من التصميم الدستوري للفصل بين السلطات. وقد أوضحت أحكام أخرى هذه القضية؛ فحتى المجلسان معًا لا يستطيعان إبطال حق النقض الذي تتمتع به السلطة التنفيذية دون أغلبية الثلثين. ويجوز للتشريع دائمًا أن ينص على لوائح تحكم المسؤولين التنفيذيين.

## السلطة القضائية
السلطة القضائية ـ سلطة الفصل في القضايا والنزاعات ـ منوطة بالمحكمة العليا والمحاكم الأدنى التي ينشئها الكونغرس. ويتعين على الرئيس أن يعين القضاة بمشورة وموافقة مجلس الشيوخ، وأن يشغلوا مناصبهم أثناء حسن سلوكهم وأن يتلقوا تعويضات لا يجوز تقليصها أثناء استمرارهم في مناصبهم. وإذا لم يكن قضاة المحكمة يتمتعون بهذه الصفات، فلا يجوز للمحكمة أن تمارس السلطة القضائية للولايات المتحدة. وتسمى المحاكم التي تمارس السلطة القضائية «المحاكم الدستورية».
ومع ذلك لأن الكونغرس يسيطر على ميزانية المحاكم الفيدرالية واختصاصها وبنيتها، فإن السلطة القضائية كفرع من فروع القضاء يمكن وصفها بأنها تعتمد إلى حد كبير على الكونغرس وليست مستقلة عنه. ورغم أن الدستور، وليس الكونغرس، هو الذي أنشأ المحكمة العليا، فإن الكونغرس هو الذي يقرر ما إذا كان ينبغي إنشاء محاكم فيدرالية أدنى، وكيفية ترتيبها، وعدد القضاة الذين سيجري تعيينهم فيها، وما إذا كان ينبغي إلغاؤها. كما يتمتع الكونغرس بسلطة منح الاختصاص للمحاكم الفيدرالية الأدنى وسحب الاختصاص منها. وعلاوة على ذلك، ورغم أن القضاة يتمتعون بسلطة إصدار الأحكام النهائية، فإنهم لا بد وأن يعتمدوا على السلطة التنفيذية في التنفيذ.
ويجوز للكونغرس أيضًا إنشاء «محاكم تشريعية»، لا تتخذ شكل هيئات أو لجان قضائية، ولا يتمتع أعضاؤها بنفس الأمن الوظيفي أو التعويض الذي يتمتع به قضاة المحكمة الدستورية. ولا يجوز للمحاكم التشريعية ممارسة السلطة القضائية للولايات المتحدة. ففي قضية موراي ليسي ضد شركة هوبوكين لاند آند إمبروفمنت (1856)، قضت المحكمة العليا بأن المحكمة التشريعية لا يجوز لها أن تقرر «دعوى في القانون العام، أو في العدالة، أو قانون الأميرالية»، لأن مثل هذه الدعوى قضائية بطبيعتها. ولا يجوز للمحاكم التشريعية إلا أن تفصل في مسائل «الحقوق العامة» (القضايا بين الحكومة والأفراد والتحديدات السياسية).